# Teorema de Jessen-Wintner
En matemáticas, el teorema de Jessen-Wintner, introducido por Jessen y Wintner (1935), afirma que un variable aleatoria de tipo Jessen-Wintner, es decir, la suma de una serie casi seguramente convergente de variables aleatorias discretas independientes, es de tipo puro.